# Ampharete eupalea
Ampharete eupalea är en ringmaskart som beskrevs av Chamberlin 1920. Ampharete eupalea ingår i släktet Ampharete och familjen Ampharetidae. Inga underarter finns listade i Catalogue of Life.